# BEA Systems
A BEA Systems é um companhia estadunidense especializada em software para infraestrutura de aplicações. Os seus produtos mais conhecidos são: Weblogic Server, Workshop e Tuxedo.
O nome da companhia vem da primeira letra dos nomes dos seus fundadores: Bill Coleman, Ed Scott e Alfred Chuang.
Conforme anúncio de 29 de abril de 2008, a Oracle adquiriu a BEA Systems .